# Boris Čepek
Boris Čepek (* 5. září 1936, Ratková) je slovenský architekt působící v České republice.

## Životopis
Narodil se na Slovensku. Studoval na Fakultě architektury a pozemního stavitelství Českého vysokého učení technického v Praze, kterou dokončil v roce 1960. V 60. letech 20. století si postavil vlastní rodinný dům v Českých Budějovicích. Pracoval ve Stavoprojektu v Českých Budějovicích a poté na Úřadu města České Budějovice jako hlavní architekt. Od roku 1991 je samostatně činný architekt.

## Dílo
- Obytný soubor Mlýnská s terasovými domy a obslužným centrem ve Strakonicích[2]

- Soubor řadových obytných domů ve Chvalšinách[2]
- Základní škola a poliklinika v Týně nad Vltavou[2]
- kniha Rozhovory: Architektura osmdesátých let, České vysoké učení technické, Fakulta architektury, Praha[3]